# فائورا
فائورا (به انگلیسی: Faora) یک شخصیت خیالی ابرشرور در کتاب‌های کامیک آمریکایی منتشر شده توسط دی‌سی کامیکس است که اغلب با شخصیت ابرقهرمان سوپرمن مرتبط است. شخصیت فائورا توسط کری بیتس و کورت سوان خلق شده‌است که برای اولین بار در شمارهٔ ۴۷۱ از مجموعه کمیک‌های اکشن (مه ۱۹۷۷) حضور پیدا کرد. فائورا معمولاً به عنوان متحد و گاهی همسر یا معشوقهٔ دشمن دیرینه سوپرمن، یعنی ژنرال زاد به‌شمار می‌رود.
فائورا در مجموعه تلویزیونی اسمالویل با نقش‌آفرینی اریکا دورنس و شارون تیلور حضور دارد. همچنین آنتیه تراوه به ایفای نقش این شخصیت در دنیای توسعه‌یافته دی‌سی شامل فیلم‌های مرد پولادین (۲۰۱۳)، و فلش (۲۰۲۳)، پرداخته است.